# Franciscus Pahr
Franciscus Pahr var son till byggmästaren hos Georg II av Brieg i Schlesien, Jakob Pahr. Brodern Johan Baptista Pahr var också en känd byggmästare, i tjänst hos hertig Johan Albrecht I av Schwerin. Även de yngre bröderna Dominicus och Kristoffer Pahr var byggmästare.
Pahr arbetade under fadern under byggnationen av das Piastenschloss, därefter som byggmästare i Hainau och i Mecklenburg, inträdde 1558 i Hertig Ulrich av Güstrows tjänst och ledde för dennes räkning ombyggnaden av det då nyligen brandskadade schloss Güstrow. 1572 inkallades brodern Johan Baptista till Kalmar, och året därpå även Franciscus, och en yngre broder Dominicus. Fransiscus kom kort därefter att anställas vid byggnationen av Uppsala slott, och avled 1580 i Uppsala, varvid Antonius Wats efterträdde honom som byggmästare.